# Cultösaurus Erectus
Cultösaurus Erectus je sedmé studiové album americké hardrockové kapely Blue Öyster Cult. Vydáno bylo v červnu roku 1980 společností Columbia Records. Album produkoval anglický producent Martin Birch, který totu funkci zastával i na následující desce kapely. Na obalu alba je použit obraz Richarda Cliftona-Deye.

## Seznam skladeb
1. Black Blade – 6:34
2. Monsters – 5:10
3. Divine Wind – 5:07
4. Deadline – 4:27
5. The Marshall Plan – 5:24
6. Hungry Boys – 3:38
7. Fallen Angel – 3:11
8. Lips in the Hills – 4:24
9. Unknown Tongue – 3:55

## Obsazení
Blue Öyster Cult
- Eric Bloom – kytara, klávesy, zpěv
- Donald „Buck Dharma“ Roeser – kytara, baskytara, klávesy, zpěv
- Allen Lanier – klávesy, kytara
- Joe Bouchard – baskytara, zpěv
- Albert Bouchard – bicí, zpěv

Ostatní hudebníci
- Don Kirshner – uvedení
- Mark Rivera – saxofon